# Mohamed Tarabulsi
Mohamed Kheir Tarabulsi (arab. ‏محمد طرابلسي‎, ur. 26 września 1950 w Bejrucie, zm. 21 sierpnia 2002 tamże) – libański sztangista, srebrny medalista Letnich Igrzysk Olimpijskich 1972 w Monachium, jak również olimpijczyk z Meksyku i Moskwy. Z zawodu był strażakiem. Zdobywał również medale igrzysk azjatyckich: w 1978 otrzymał złoty, w 1982 roku zaś wywalczył srebrny medal.

## Osiągnięcia
| Rok  | Zawody                      | Miasto     | Miejsce | Kategoria  | Wynik    |
| ---- | --------------------------- | ---------- | ------- | ---------- | -------- |
| 1972 | Letnie igrzyska olimpijskie | Monachium  | 2.      | do 75 kg   | 472,5 kg |
| 1978 | Igrzyska azjatyckie         | Bangkok    | 1.      | do 75 kg   | b.d.     |
| 1982 | Igrzyska azjatyckie         | Nowe Delhi | 2.      | do 82,5 kg | b.d.     |